# Gabriel Bergen
Gabriel Bergen (ur. 6 lipca 1982 w Dawson Creek) – kanadyjski wioślarz, wicemistrz olimpijski, mistrz świata.

## Osiągnięcia
- Mistrzostwa Świata – Eton 2006 – ósemka – 9. miejsce
- Mistrzostwa Świata – Monachium 2007 – czwórka podwójna – 14. miejsce
- Mistrzostwa Świata – Linz 2008 – dwójka ze sternikiem – 1. miejsce
- Mistrzostwa Świata – Poznań 2009 – ósemka – 2. miejsce
- Mistrzostwa Świata – Bled 2011 – ósemka – 3. miejsce
- Igrzyska Olimpijskie – Londyn 2012 – ósemka – 2. miejsce